# Mnichovice
Mnichovice − miasto w Czechach, w kraju środkowoczeskim.
Według danych z 31 grudnia 2003 powierzchnia miasta wynosiła 831 ha, a liczba jego mieszkańców 2256 osób.
W miejscowości znajduje się stacja kolejowa Mnichovice.

## Demografia
| Rok             | 1970  | 1980  | 1991  | 2001  | 2003  |
| --------------- | ----- | ----- | ----- | ----- | ----- |
| Liczba ludności | 2 326 | 2 236 | 1 974 | 2 138 | 2 256 |

Źródło: Czeski Urząd Statystyczny